# Proasellus rouchi
Proasellus rouchi är en kräftdjursart som beskrevs av Henry 1980. Proasellus rouchi ingår i släktet Proasellus och familjen sötvattensgråsuggor. Inga underarter finns listade i Catalogue of Life.